# پل قیزیل کورپی خانیان
پل قیزیل کورپی خانیان مربوط به دوره قاجار است و در شهرستان عجبشیر، بخش قلعه چای، دهستان دیزجرود شرقی، روستای خانیان واقع شده و این اثر در تاریخ ۷ خرداد ۱۳۸۷ با شمارهٔ ثبت ۲۲۸۵۱ به‌عنوان یکی از آثار ملی ایران به ثبت رسیده است.